# Begonia aborensis
Begonia aborensis là một loài thực vật có hoa trong họ Thu hải đường. Loài này được Dunn mô tả khoa học đầu tiên năm 1920.